# 西経74度線
西経74度線（せいけい74どせん）は、本初子午線面から西へ74度の角度を成す経線である。北極点から北極海、北アメリカ、大西洋、カリブ海、南アメリカ、太平洋、南極海、南極大陸を通過して南極点までを結ぶ。
アメリカ合衆国では、西経74度線はニューヨーク市を通過する。
南極大陸では、西経74度線はアルゼンチンが領有権を主張するアルゼンチン領南極の西の境界である。この領域では、チリ（チリ領南極）とイギリス (イギリス領南極地域）も領有権を主張しており、領域が重なっている。
西経74度線は、東経106度線と共に大円を形成する。

## 通過する地域一覧
西経74度線は、北極点から南極点まで南に向かって以下の場所を通っている。
| 地理座標                                             | 国土・領土・領海       | 備考 |
| ---------------------------------------------------- | ---------------------- | --- |
| 北緯90度0分 西経74度0分 / 北緯90.000度 西経74.000度  | 北極海                 | |
| 北緯82度56分 西経74度0分 / 北緯82.933度 西経74.000度 | カナダ                 | ヌナブト準州 – エルズミーア島 |
| 北緯79度27分 西経74度0分 / 北緯79.450度 西経74.000度 | ネアズ海峡             | |
| 北緯78度0分 西経74度0分 / 北緯78.000度 西経74.000度  | バフィン湾             | |
| 北緯71度44分 西経74度0分 / 北緯71.733度 西経74.000度 | カナダ                 | ヌナブト準州 – バフィン島 |
| 北緯68度30分 西経74度0分 / 北緯68.500度 西経74.000度 | フォックス湾           | |
| 北緯68度3分 西経74度0分 / 北緯68.050度 西経74.000度  | カナダ                 | ヌナブト準州 – エアフォース島 |
| 北緯67度47分 西経74度0分 / 北緯67.783度 西経74.000度 | フォックス湾           | |
| 北緯66度19分 西経74度0分 / 北緯66.317度 西経74.000度 | カナダ                 | ヌナブト準州 – バフィン島 |
| 北緯65度50分 西経74度0分 / 北緯65.833度 西経74.000度 | フォックス湾           | |
| 北緯65度30分 西経74度0分 / 北緯65.500度 西経74.000度 | カナダ                 | ヌナブト準州 – バフィン島 |
| 北緯64度17分 西経74度0分 / 北緯64.283度 西経74.000度 | ハドソン海峡           | |
| 北緯62度40分 西経74度0分 / 北緯62.667度 西経74.000度 | カナダ                 | ヌナブト準州 – チャールズ島（英語版） |
| 北緯62度24分 西経74度0分 / 北緯62.400度 西経74.000度 | ハドソン海峡           | |
| 北緯62度22分 西経74度0分 / 北緯62.367度 西経74.000度 | カナダ                 | ケベック州 |
| 北緯45度0分 西経74度0分 / 北緯45.000度 西経74.000度  | アメリカ合衆国         | ニューヨーク州 ニュージャージー州（北緯41度2分 西経74度0分 / 北緯41.033度 西経74.000度から） ニューヨーク州（北緯40度47分 西経74度0分 / 北緯40.783度 西経74.000度から） - マンハッタン島、ロングアイランド |
| 北緯40度34分 西経74度0分 / 北緯40.567度 西経74.000度 | 大西洋                 | ローワー・ニューヨーク湾 |
| 北緯40度28分 西経74度0分 / 北緯40.467度 西経74.000度 | アメリカ合衆国         | ニュージャージー州 |
| 北緯40度13分 西経74度0分 / 北緯40.217度 西経74.000度 | 大西洋                 | クルックド島（ バハマ、北緯23度43分 西経74度1分 / 北緯23.717度 西経74.017度）の東を通過 |
| 北緯22度41分 西経74度0分 / 北緯22.683度 西経74.000度 | バハマ                 | アクリンズ島 |
| 北緯22度35分 西経74度0分 / 北緯22.583度 西経74.000度 | 大西洋                 | Bight of Acklins |
| 北緯22度25分 西経74度0分 / 北緯22.417度 西経74.000度 | バハマ                 | アクリンズ島 |
| 北緯22度20分 西経74度0分 / 北緯22.333度 西経74.000度 | 大西洋                 | キューバ（北緯20度12分 西経74度8分 / 北緯20.200度 西経74.133度）の東を通過 |
| 北緯20度0分 西経74度0分 / 北緯20.000度 西経74.000度  | カリブ海               | |
| 北緯18度36分 西経74度0分 / 北緯18.600度 西経74.000度 | ハイチ                 | ティブロン半島（英語版）、イスパニョーラ島 |
| 北緯18度10分 西経74度0分 / 北緯18.167度 西経74.000度 | カリブ海               | |
| 北緯11度21分 西経74度0分 / 北緯11.350度 西経74.000度 | コロンビア             | ボゴタ（北緯4度37分 西経74度5分 / 北緯4.617度 西経74.083度）の東を通過 |
| 南緯1度7分 西経74度0分 / 南緯1.117度 西経74.000度    | ペルー                 | |
| 南緯16度2分 西経74度0分 / 南緯16.033度 西経74.000度  | 太平洋                 | |
| 南緯41度47分 西経74度0分 / 南緯41.783度 西経74.000度 | チリ                   | チロエ島 |
| 南緯43度24分 西経74度0分 / 南緯43.400度 西経74.000度 | コルコバド湾（英語版） | |
| 南緯43度47分 西経74度0分 / 南緯43.783度 西経74.000度 | チリ                   | Chonos群島、タイタオ半島（本土）、Merino Jarpa島、本土、パタゴニア群島（英語版）のいくつかの島 |
| 南緯52度42分 西経74度0分 / 南緯52.700度 西経74.000度 | マゼラン海峡           | |
| 南緯52度58分 西経74度0分 / 南緯52.967度 西経74.000度 | チリ                   | デソラシオン島 |
| 南緯53度11分 西経74度0分 / 南緯53.183度 西経74.000度 | 太平洋                 | |
| 南緯60度0分 西経74度0分 / 南緯60.000度 西経74.000度  | 南極海                 | |
| 南緯69度39分 西経74度0分 / 南緯69.650度 西経74.000度 | 南極大陸               | チリ（チリ領南極）と イギリス (イギリス領南極地域)が領有権を主張。アルゼンチン領南極（ アルゼンチンが領有権を主張）の西の境界                                                                              |